# John Gianelli
Pour les articles homonymes, voir Giannelli.
John Gianelli, né le 10 juin 1950 à Stockton, en Californie, est un ancien joueur américain de basket-ball. Il évolue durant sa carrière aux postes d'ailier fort et de pivot.

## Palmarès
- Champion NBA 1973